# 生活用品

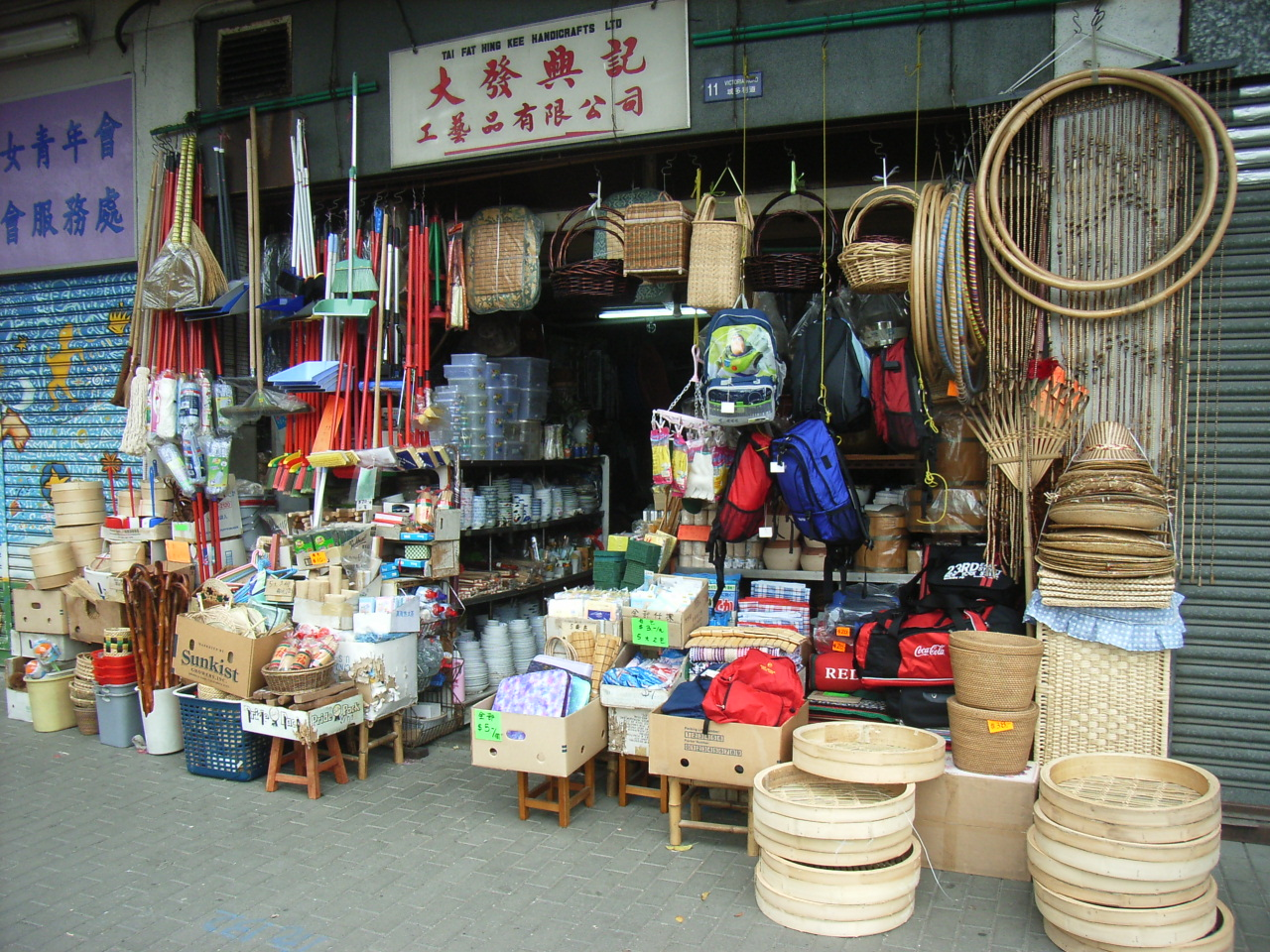
販賣一般生活用品的商店

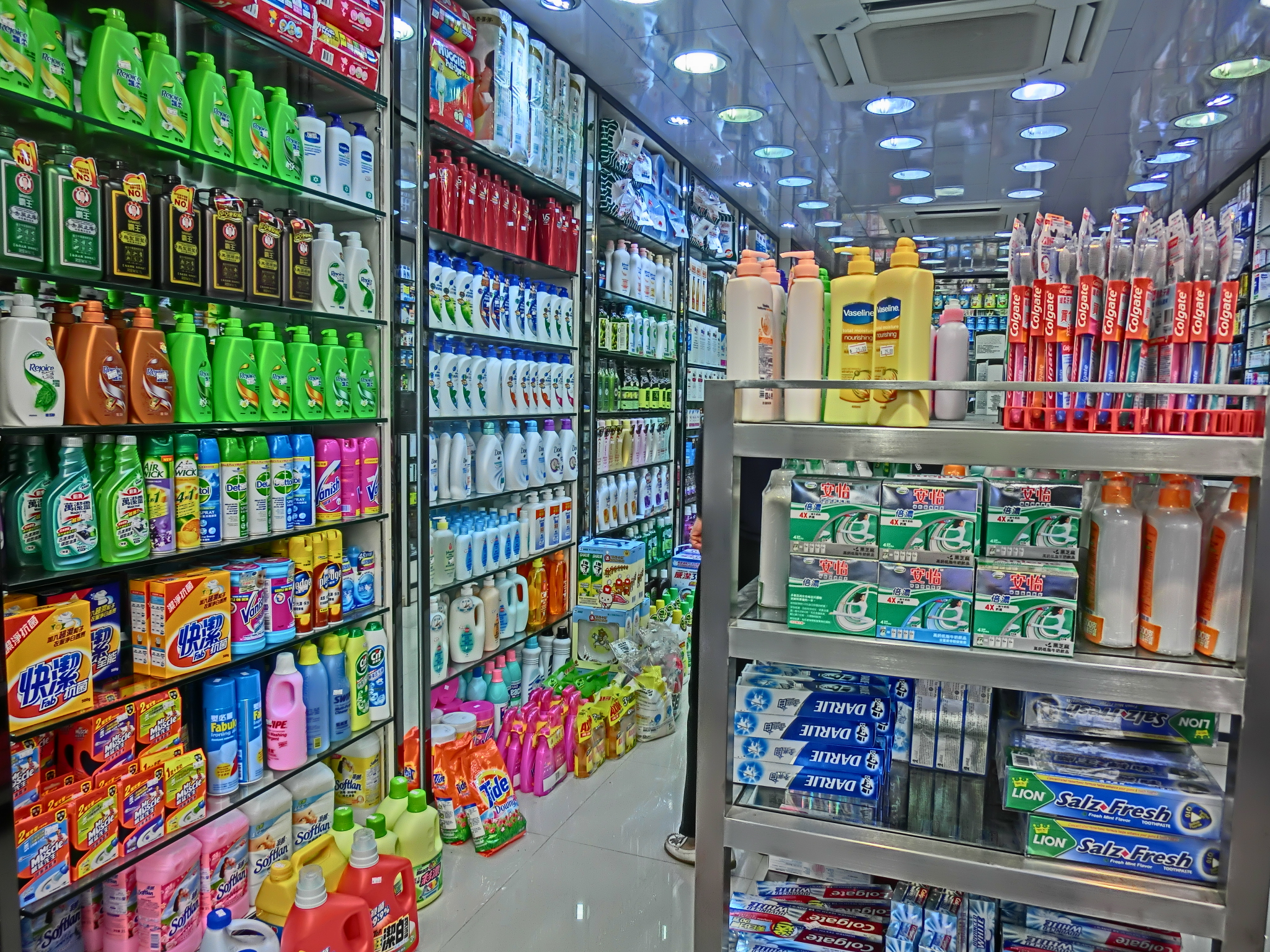
日用品士多

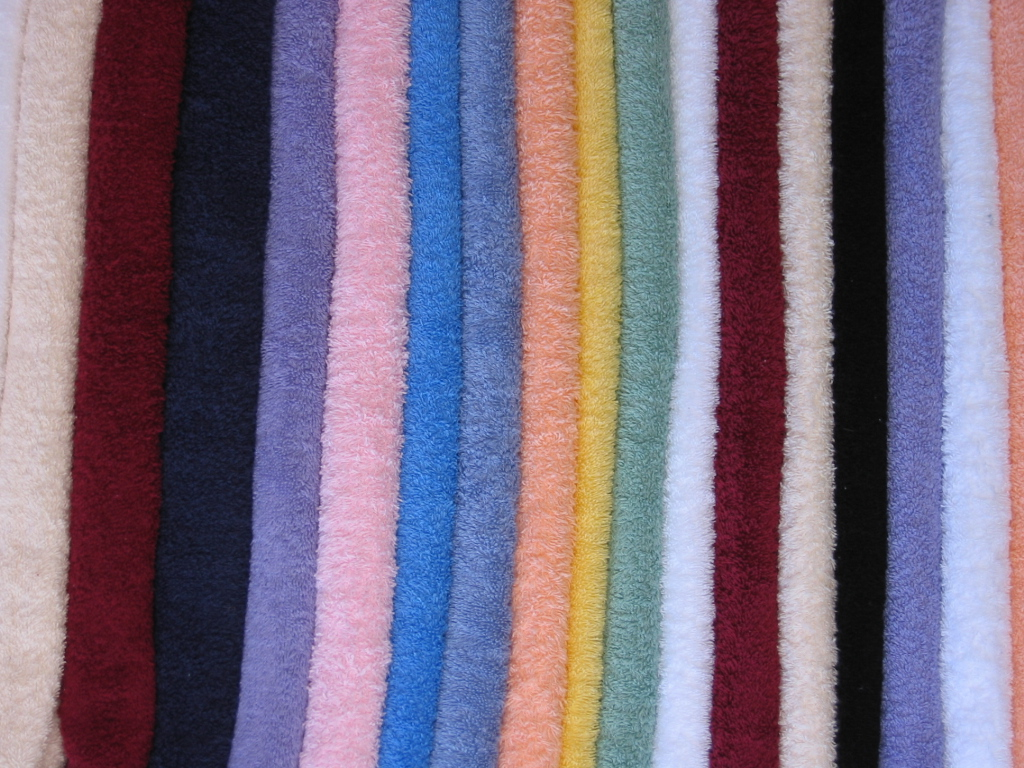
日用品： 毛巾

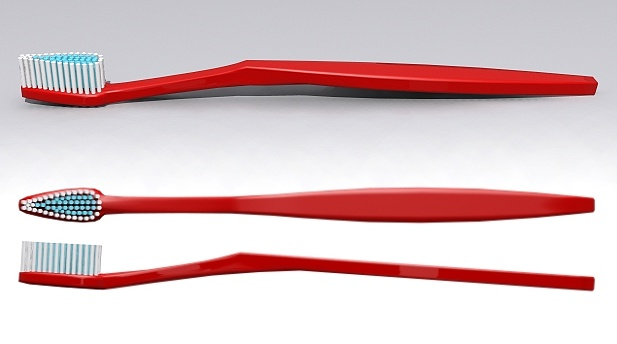
日用品： 牙刷

日用品或稱生活用品（英語：Household goods），包括家庭用品、廚房用品、個人清潔用具以至家庭電器等。
按照用途划分有：
- 洗漱用品（個人衛生用品）
- 家電用品（家居用品）
- 炊事用品，有按厨卫用品归类
- 装饰用品
- 化妆用品
- 床上用品
- 服飾用品